# Nyabidi
Nyabidi est un village du Cameroun situé dans la région du Centre et le département du Mbam-et-Kim. Il fait partie de la commune de Ngoro.

## Population
En 1964 le village comptait 429 habitants, principalement Djanti.
Lors du recensement de 2005, on y dénombrait 910 personnes.